# 埃格林頓島
75°46′N 118°27′W / 75.767°N 118.450°W

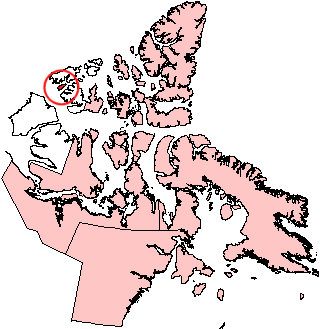

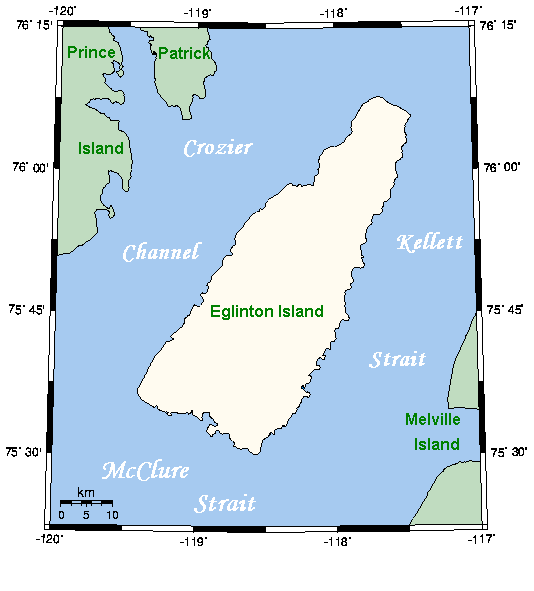

埃格林頓島是加拿大的島嶼，屬於伊麗莎白女王群島的一部分，由西北地區負責管轄，長73公里、寬44公里，面積1,541平方公里，島上無人居住。

## 外部連結
- Eglinton Island （页面存档备份，存于） - Canada's Arctic